# 摩洛基尼島
摩洛基尼島（英語：Molokini），又稱半月灣島，是一個以部份被浸沒的火山口形成的新月形小島，隸屬於美國夏威夷州茂宜縣，位於茂宜島與卡胡拉威島之間的阿拉拉凱基海峽（Alalakeiki Channel）。這個小島面積共23英畝（9.3公頃），直徑約0.4英里（0.6），最高點為161英尺（50）。摩洛基尼島是世界知名的潛水和浮潛點。